# Dryopteris cajamarcensis
Dryopteris cajamarcensis là một loài dương xỉ trong họ Dryopteridaceae. Loài này được Moldenke mô tả khoa học đầu tiên năm 1968.
Danh pháp khoa học của loài này chưa được làm sáng tỏ. 